# Zbigniew Sałaj
Zbigniew Jan Sałaj (ur. 21 maja 1961 w Inowrocławiu) – polski artysta współczesny.

## Życiorys
Studiował na Wydziałach Grafiki i Malarstwa Akademii Sztuk Pięknych w Krakowie w latach 1981–1986. Profesor na Wydziale Malarstwa krakowskiej ASP, gdzie wraz z Grzegorzem Sztwiertnią prowadzi Pracownię Interdyscyplinarną (od 2006). Zajmuje się malarstwem sztalugowym, malarskim environment, rysunkiem, obiektami z papieru, instalacją, sztuką ziemi oraz wideo. Mieszka i pracuje w Krakowie.

## Wystawy indywidualne (wybór)[2]
- 2023 "Splątane", Galeria AT, Poznań
- 2019 "Rekonstrukcje", Galeria Miejska BWA w Bydgoszczy
- 2019 "Przedwiośnie", Centrum Rzeźby Polskiej, Oranżeria, Orońsko
- 2018 "Guzik w teorii widzenia", ABC Gallery, Poznań
- 2018 "W poczekalni", BWA Tarnów
- 2016 "Rozpadłe polana i martwe języki", Galeria R, Wydział Rzeźby, ASP Kraków
- 2014 "Nocny alfabet", fotograficzna akcja plenerowa, Ściborze
- 2012/13 "Mówiąca kapliczka", Kurówko
- 2010 "Język w drewutni", Galeria AT, Poznań
- 2009 "In Transitu", Biblioteka Sztuki, Uniwersytet Zielona Góra
- 2008 "Alfabet", Galeria Jednej Książki, Biblioteka ASP Kraków
- 2005 "Zucca Arte Design Presenta Salaj", Galeria Zucca, Pesaro, Włochy
  - "Incontro", Biblioteca San Giovanni, Pesaro, Włochy
- 2004 "In Transitu", Instytut Polski, Stockholm, Szwecja
- 2003 "Znaki tożsamości -to samo, to samo, tożsamość", Miejska Galeria IDK, Inowrocław
  - "Żywa Koszula", akcja plenerowa, 2 aneks do wystawi "Znaki Tożsamości", Inowrocław
- 2002 "Patron kujawski", akcja plenerowa, 1 aneks do wystawy "Znaki Tożsamości", Inowrocław
- 1999 - "Obraz - obiekt", Galeria Kameralna, BWA, Słupsk
- 1997 "Dryfy", Otwarta Pracownia, Kraków
  - "Na zewnątrz i wewnątrz", Galeria Potocka, Kraków
  - "Książka - Obiekt", Muzeum Książki Artystycznej, Łódź
- 1995 "Translacje - papier", Galeria Starmach, Kraków
- 1993 "A livres ouverts", Galeria Potocka, Kraków
- 1992 "Krawędzie tekstu", Galeria Potocka, Kraków
  - "Papierkunst", Galeria In Situ, Aalst, Belgia
  - "Malarstwo", Muzeum im. Jana Kasprowicza, Inowrocła
- 1991 "Konfiguracje", Hala Sokoła, Kraków
- 1990 "Opakowalność, ubiorność", Galeria Potocka, Kraków
- 1988 Preistrager, Galeria in Zabo, Nurnberg
- 1987 Parawany, KMPiK, Kraków "Włożone w przestrzeń", Galeria ASP w Krakowie

Źródło: 
Zbigniew Sałaj
Biblioteka Akademii Sztuk Pięknych im. Jana Matejki w Krakowie
https://www.asp.krakow.pl